# Parade nuptiale (roman)
Pour les articles homonymes, voir Parade nuptiale (homonymie).
Parade nuptiale (titre original : Courtship Rite) est un roman de Donald Kingsbury publié en 1982.
Ce roman a reçu le prix Locus du meilleur premier roman de l'année 1983.